# جیمز بیتنر
جیمز بیتنر (انگلیسی: James Bittner؛ زادهٔ ۲ فوریهٔ ۱۹۸۲) بازیکن فوتبال اهل بریتانیا است.
از باشگاه‌هایی که در آن بازی کرده‌است می‌توان به باشگاه فوتبال هرفورد یونایتد، باشگاه فوتبال فولام، و باشگاه فوتبال پلیموث آرگیل اشاره کرد.